# Чоботенко Сергій Андрійович
Сергій Андрійович Чоботенко (нар. 16 січня 1997, Запоріжжя, Україна) — український футболіст, центральний захисник «Полісся».

## Клубна кар'єра
Футболом розпочав займатися в Запоріжжі, з семи років навчався у футбольній школі «Металурга». Перший тренер — Микола Миколайович Сеновалов. У складі «козаків» виступав у ДЮФЛУ. 10 січня 2012 року перейшов у київське «Динамо». Спочатку виступав за юнацьку команду динамівців, за яку дебютував 24 липня 2013 року в матчі «Карпати» (Львів) — «Динамо» — 3:2. Згодом був переведений до молодіжної команди, за яку дебютував 26 липня 2014 року в матчі «Динамо» — «Ворскла» (Полтава) — 1:0.
10 серпня 2017 року перейшов у донецький «Шахтар». На початку жовтня головний тренер гірників Пауло Фонсека залучав молодого захисника до тренувань з першою командою, проте надалі Чоботенко виступав виключно за молодіжний склад «Шахтаря».
Наприкінці червня 2018 року відправився на перегляд до ФК «Маріуполь», а вже 28 червня підписав контракт з маріупольською командою. Дебютував у дорослому футболі 22 липня 2018 року в програному (1:2) виїзному поєдинку 1-о туру УПЛ проти луганської «Зорі». чоботенко вийшов на поле на 79-й хвилині, замінивши Олександра Піхальонка. Загалом у сезоні 2018/19 Сергій став основним гравцем «приазовців», зігравши 22 матчі чемпіонату. По завершенні сезону 22 липня 2019 року Чоботенко підписав з «Маріуполем» повноцінний контракт.

## Кар'єра в збірній
Має досвід виступів у складі юнацьких збірних України різних вікових категорій.